# Xylophanes schausi
Xylophanes schausi là một loài bướm đêm thuộc họ Sphingidae. Nó được tìm thấy ở Venezuela, Brasil và Bolivia.
Con trưởng thành có thể bay quanh năm.
Ấu trùng có thể ăn các loài Rubiaceae và Malvaceae.

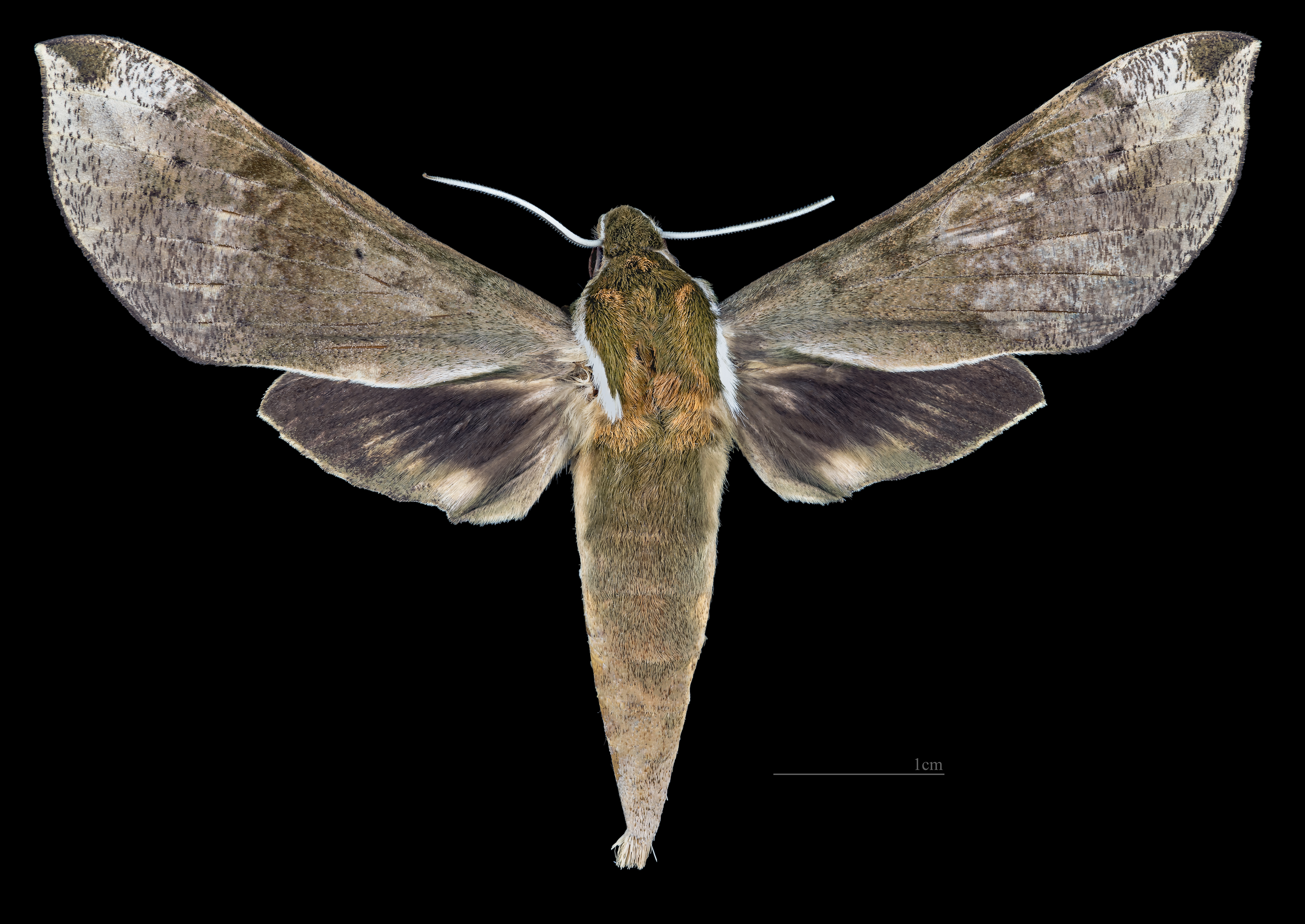
Xylophanes schausi ♀
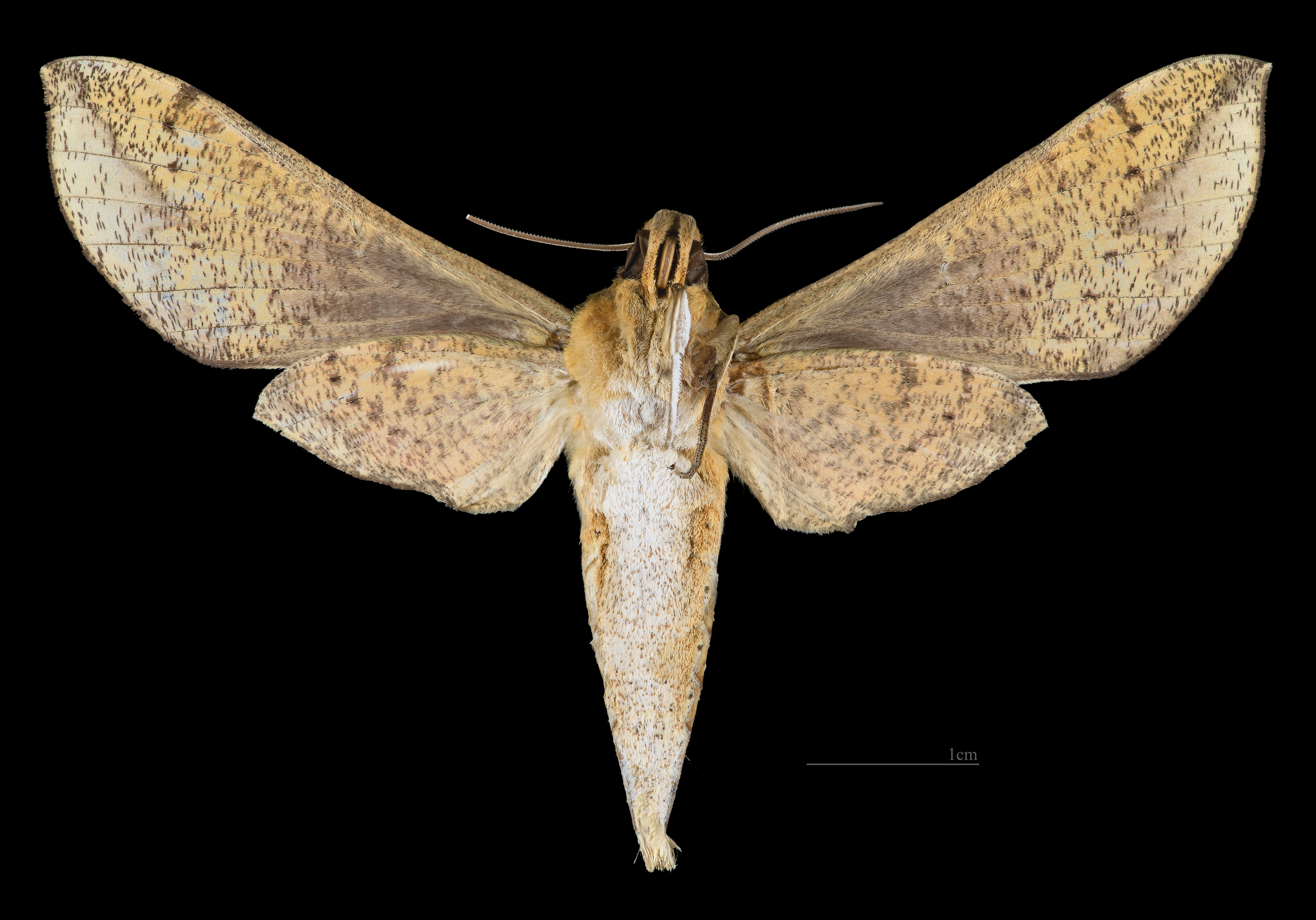
Xylophanes schausi ♀ △

## Phụ loài
- Xylophanes schausi schausi (Brazil và Bolivia)
- Xylophanes schausi serenus Rothschild & Jordan, 1910 (Venezuela)